# Voissay
Voissay é uma comuna francesa na região administrativa da Nova Aquitânia, no departamento de Charente-Maritime. Estende-se por uma área de 5,06 km². Em 2010 a comuna tinha 163 habitantes (densidade: 32,2 hab./km²).